# ظرفیت‌سازی

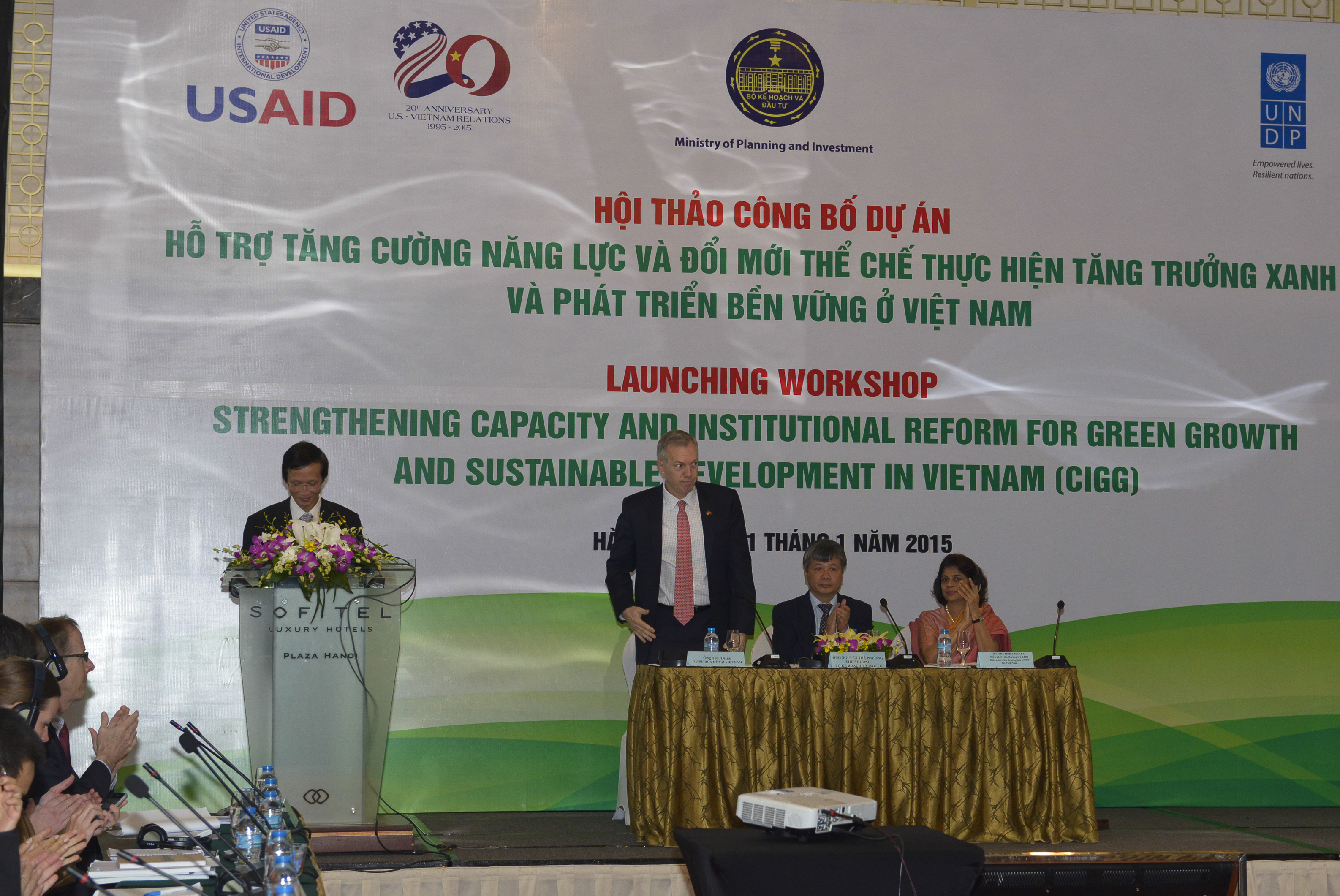
مجمع ظرفیت‌سازی

ظرفیت سازی جامعه که همچنین به توسعهٔ ظرفیت اشاره دارد، یک روش ادراکی برای توسعه است که برای شناسایی موانع به کار می‌رود، موانعی که باعث می‌شوند مردم، دولت‌ها، سازمان‌های بین‌المللی و غیردولتی، بتوانند اهداف خود را شناسایی کنند و اجازه دستیابی به نتایج قابل اندازه‌گیری و پایدار را به آن‌ها خواهد داد.
اصطلاح ظرفیت سازی جامعه از دهه ۱۹۹۰ در لغت نامه ی توسعه بین‌المللی پدید آمده است. امروزه «ظرفیت سازی جامعه» در برنامه‌های بسیاری از سازمانهای بین‌المللی که در زمینه رشد و توسعه اقتصادی کار می‌کنند، مانند بانک جهانی (World Bank)، ملل متحد (UN) و سازمان‌های غیردولتی (NGOs) مثل Oxfam International، به کار می‌رود.
استفاده گسترده از این اصطلاح در جنجال بر سر معنای واقعی آن رواج یافته‌است. ظرفیت سازی جامعه اکثر اوقات به تقویت مهارت‌ها، شایستگی‌ها و توانایی‌های افراد و جوامع در توسعه جوامع اشاره دارد تا آن‌ها بتوانند بر علل محرومیت‌ها و رنج‌ها غلبه کنند.
ظرفیت سازی سازمانی توسط سازمان‌های غیردولتی (NGO) برای هدایت توسعه داخلی و فعالیت‌هایشان به کار می‌رود.

## تعاریف
سازمان‌ها ظرفیت سازی اجتماعی را به روش‌های خود تعریف می‌کنند و تمرکز بر ظرفیت سازی را مهمتر از ارتقای یک روش توسعه در کشورهای در حال توسعه می‌دانند. جمع‌آوری کمک‌های مردمی، مراکز آموزشی، مراکز یادگیری و مشاوران همه بعضی از انواع ظرفیت سازی هستند. برای جلوگیری از وابستگی همیشگی و کمک‌های بین‌المللی، کشورهای در حال توسعه خود، سازمان‌ها روش‌هایی را اتخاذ می‌کنند که توسط سازمان در قالب ظرفیت سازی ارائه می‌شود. برنامه توسعه سازمان ملل متحد (UNDP) یکی از پیشگامان در توسعه درک ظرفیت سازی جامعه یا توسعه بود. از اوایل دههٔ 70 UNDP برنامه عمران سازمان ملل متحد، راهنمای برای کارکنان و دولت با ارائه " نهاد سازی " فراهم کرد. در ۱۹۹۱، این اصطلاح به "ظرفیت سازی جامعه" تکامل یافت. برنامه عمران سازمان ملل متحد ظرفیت سازی را به عنوان یک فرایند طولانی مدت که شامل همه ذینفعان است تعریف می‌کند. ذینفعانی از جمله وزارتخانه‌ها، مقامات محلی، سازمان‌های غیردولتی، حرفه‌ای، اعضای جامعه، دانشگاهیان و …. ظرفیت سازی از قابلیت‌های علمی، حرفه‌ای، سازمانی، و رسمی و منبعی و .. افراد استفاده می‌کند. هدف ظرفیت سازی مقابله با مشکلات مربوط به سیاست‌ها و روش‌های توسعه است در حالی که به پتانسیل‌ها، محدودیت‌ها و نیازهای مردم کشور نیز اهمیت می‌دهد. برنامه عمران سازمان ملل متحد ظرفیت سازی را در سطح فردی، سطح نهادی و سطح اجتماعی تشریح می‌کند.
- سطح فردی – انجمن‌های تخصصی ظرفیت سازی در سطح فردی به شرکت کنندگان فردی اجازه ایجاد و افزایش دانش و مهارت‌های موجود را می‌دهد. همچنین به دنبال ایجاد شرایطی است که افراد در "روند یادگیری و سازگاری با تغییر" شرکت کنند.
- سطح نهادی – ظرفیت سازی جامعه در سطح سازمانی باید شامل کمک به نهادهای از پیش موجود در کشورهای در حال توسعه باشد. نباید ساخت موسسات جدید را مهم تر از مدرن سازی موسسات موجود بداند و باید از موسسات با روش‌های دقیق، ساختارها سازمانی و روش‌های مؤثر مدیریت و کنترل منافع پشتیبانی کند.
- سطح اجتماعی – ظرفیت سازی جامعه در سطح جامعه باید از ساخت یک "مدیریت عمومی با خاصیت تعامل بیشتر پشتیبانی کند که به همان اندازه از اعمال خود و از بازخورد آن در جمعیتی کثیر می‌آموزد. ظرفیت سازی جامعه باید برای پروش مدیران عمومیِ پاسخگو و حسابگر، به کار برود.

سازمان جهانی گمرک – سازمان بین دولتی (IO) است که استانداردهایی برای برای کنترل انتقال افراد و محصولات توسعه می‌دهد، ظرفیت سازی جامعه را به این صورت تعریف می‌کند " فعالیت‌های که به تقویت دانش، توانایی‌ها و رفتار افراد کمک می‌کنند و به بهبود ساختارها و فرایندهای سازمانی کمک می‌کند به طوری که سازمان به صورت کارآمد می‌تواند با رسالت و اهداف خود در یک روش پایدار مواجه شود. با این حال توجه به اصول حاکم بر ظرفیت سازی جامعه ضرروی است.
آکسفام بین‌المللی یک سازمان دولتی است که در سراسر جهان به رسمیت شناخته شده و ظرفیت سازی جامعه را از دیدگاه اصول خود تعریف می‌کند. آکسفام معتقد است که ظرفیت سازی جامعه یک روش برای توسعه براساس یک مفهوم اساسی است به طوری که تمام مردم دارای یک سهم یکسان از منابع جهانی هستند و حق دارند تا "پیشرفت خود را بسازند خود و نپذیرند چنین حقی از درمرکز فقر و رنج است.
ظرفیت سازی سازمانی – نوع دیگری از ظرفیت سازی است که بر توسعه ظرفیت در سازمان‌هایی مانند سازمان‌های غیردولتی متمرکز است؛ که به روند افزایش توانایی‌های سازمان برای انجام فعالیت‌های خاص اشاره دارد. یک روش ظرفیت سازی سازمانی توسط سازمان‌های غیردولتی برای توسعه داخلی به کار می‌رود به طوری که آنها می‌توانند ماموریت‌های تعریف شده خود را بهتر انجام دهند. [۳] آلن کاپلَن، یک محقق سازمان غیردولتی پیشرو به تسهیل ظرفیت سازی سازمانی در مناطق در حال توسعه اشاره می‌کند، به طوری که سازمانهای غیردولتی باد برای اولین بار در ظرفیت سازی سازمانی شرکت کنند. مراحل ایجاد ظرفیت سازمانی عبارتند از:
- توسعه یک چارچوب مفهومی
- ایجاد یک نگرش سازمانی
- توسعه یک چشم‌انداز و استراتژی
- توسعه ساختار سازمانی
- کسب مهارت‌ها و منابع[۴]

کاپلن بیان می‌کند که سازمانهای غیردولتی که بر توسعه یک چارچوب مفهومی، نگرش، چشم‌انداز و استراتژی سازمانی تمرکز می‌کنند در تفکر و انتقاد نسبت به خود مهارت بیشتری دارند، که این دو خصوصیت قادر به ظرفیت سازی موثرتر می‌باشند.

## تاریخچه
اصطلاح «ظرفیت سازی جامعه» از اصطلاحات گذشته مانند تبدیل ساختارهای سازمانی و توسعه سازمانی گرفته شده‌است. در دهه‌های ۱۹۵۰ و ۱۹۶۰ این اصطلاحات به توسعه اجتماعی اشاره داشتند که تمرکزش بر افزایش ظرفیت‌های تکنولوژیک با خودیای افراد در مناطق روستایی است. در دهه ۱۹۷۰، پس از یک سری گزارش‌ها در مورد توسعه بین‌المللی، تأکید بر ایجاد ظرفیت برای مهارت‌های فنی در مناطق روستایی و همچنین بخش‌های اداری در کشورهای توسعه مورد توجه قرار گرفت. در دهه ۱۹۸۰ مفهوم توسعه سازمانی حتی بیشتر هم گسترش یافت. توسعه سازمانی به عنوان یک فرایند طولانی مدت برای ایجاد دولت در یک کشور در حال توسعه، ساخت موسسات بخش خصوصی و عمومی، و سازمان‌های غیردولتی تلقی شد.[۵]
با وجود اینکه پیشقدمان ظرفیت سازی قبل از دهه ۱۹۹۰ نیز وجود داشتند، نیروهای قدرتمندی در توسعه بین‌المللی مثل «ظرفیت سازی» در آن دهه نبودند.
ظرفیت سازی به عنوان یک مفهوم توسعه پیشگام در دهه ۱۹۹۰ با توجه به معیارهای ذیل پدیدار شد:
- روش‌های جدیدی برای ترویج توانمندسازی و مشارکت توسعه دادند، مانند آموزش و پرورش «پائولو فریر برای آگاهی انتقادی» (۱۹۷۳)، که تأکید می‌کند آموزش و پروش نمی‌تواند از یک معلم دانای مطلق به یک دانشجوی نادان منتقل شود بلکه باید آن را از طریق فرایند گفتگو به دو هم سطح حاصل کرد.
- گزارش‌ها و پژوهش‌های انجام شده در طول دهه ۱۹۸۰، از جمله ظرفیت و تجزیه و تحلیل آسیب‌پذیری‌ها (CVA) که نشان دهنده سه فرضیه هستند:

توسعه یک فرایند است که از طریق آن آسیب‌پذیری‌ها کاهش یافته و از طریق ظرفیت‌ها افزایش می‌یابد.
هیچ‌کس باعث رشد فرد دیگری نمی‌شود.
برنامه‌های کمکی هیچ‌گاه در رشد خود بی تأثیر نیستند
- تغییراتی در روش‌های بین‌المللی رشد

در دهه ۱۹۸۰ بسیاری از کشورهای کم درآمد در معرض «بسته‌های تعدیل ساختاری» بودند – که ماهیت نئولیبرالی بسته‌های منجر به افزایش نابرابری در ثروت شد. در پاسخ، یک سری از «اصلاحات ابعادی اجتماعی تصویب شدند». رشد شکاف ثروت با «اصلاحات ابعادی اجتماعی» برای افزایش اهمیت سازمان‌های غیردولتی در کشورهای در حال توسعه مجاز شد چرا که آن‌ها به‌طور فعالانه در ارائه خدمات اجتماعی به فقرا شرکت می‌کنند.
- سپس، در دهه ۱۹۹۰ یک تأکید جدید بر اساس این ایده، توسعه پایدار است.

گزارشهایی مثل CVA و ایده‌هایی مثل ایده‌های فریِر از دهه‌های اخیر تأکید داشتند که «هیچ کسی نمی‌تواند باعث رشد شخص دیگری شود» و توسعه باید به صورت مشارکتی باشد. این مباحث در اثر «برنامه‌های ارائه خدمات» برای دستیابی به توسعه ی پایدار بررسی شدند، و در نتیجه منجر به روشی برای تأکید بر «ظرفیت سازی» شدند.

## ظرفیت سازی جامعه در جوامع در حال توسعه
در برنامه عمران سازمان ملل متحد ۲۰۰۸–۲۰۱۳ یعنی" برنامه ریزی استراتژیک برای توسعه ،" ظرفیت سازی "سهم اصلی سازمان برای توسعه است". برنامه عمران سازمان ملل متحد یک رویکرد ظرفیت سازی برای توسعه در ۱۶۶ کشوری که در آن فعال است، توسعه می‌دهد. برنامه عمران سازمان ملل متحد بر ظرفیت سازی در سطح نهادی تمرکز کرده و یک فرایند ۵ مرحله‌ای برای ظرفیت سازی سیستماتیک را پیشنهاد می‌دهد [۷] مراحل عبارتند از:
- ۱. تعامل با ذینفعان در توسعه ظرفیت

یک فرایند ظرفیت سازی مؤثر باید مشارکت تمام افراد درگیر پروژه را تشویق کند. اگر ذی‌نفعان پروژه درگیر شده و مالکیت را در فرایند توسعه به اشتراک بگذارند احساس مسئولیت بیشتری برای نتیجه و پایداری توسعه خواهند داشت. تعامل با ذینفعان که به‌طور مستقیم تحت تأثیر وضعیت قرار دارند امکان تصمیم‌گیری مؤثرتری را می‌دهد، و همچنین فرایند توسعه را شفاف تر می‌سازد. برنامه عمران سازمان ملل متحد و شرکایش از حمایت و مشاوره برای تعامل بهتر سهامداران استفاده می‌کنند.
- ۲. ارزیابی نیازهای ظرفیت و دارایی

ارزیابی ظرفیت‌های موجود از طریق تعامل با سهامداران به ظرفیت سازان امکان می‌دهد تا بررسی کنند که کدام یک از مناطق به آموزش بیشتر نیاز دارند، کدام مناطق باید اولویت بندی شوند، در چه روشی ظرفیت سازی می‌توان روش‌های توسعه رسمی و محلی را گنجاند. برنامه عمران سازمان ملل متحد معتقد است ظرفیت سازی ریشه در یک مطالعه جامعه و ارزیابی از شرایط موجود، ندارد و تنها به آموزش محدوده شده‌است که باعث می‌شود نتایج پایدار را تسهیل نکند.[۷]
- ۳. تدوین و فرموله کردن پاسخ توسعه ظرفیت

برنامه عمران سازمان ملل متحد می‌گوید که زمانی که یک ارزیابی، یک ظرفیت سازی را کامل می‌کند، پاسخ بایستی براساس یکی از چهار جنبه اصلی ذیل ایجاد شود:
الف. ترتیبات نهادی – ارزیابی‌ها اکثر اوقات می‌یابند که نهادها به دلیل سیاست‌ها، رویه‌ها، مدیریت منابع، مدیریت سازمان، چارچوب و ارتباطات بد یا ضعیف، ناکارآمد هستند. برنامه عمران سازان ملل متحد و شبکه‌هایش برای رفع مشکلات مرتبط با ترتیبات نهادی از طریق توسعه چارچوب منبع انسانی "سیاست‌ها و رویه‌هایی را برای تقاضا، گسترش و انتقال سیستم‌های مشوق، توسعه مهارت‌ها، سیستم‌های ارزیابی عملکرد، و رفتارها و ارزش‌ها پوشش می‌دهند ". [۱۱]
ب. رهبری – برنامه عمران سازمان ملل متحد معتقد است که رهبری چه به صورت فردی چه سازمانی می‌تواند به دست آمدن اهداف توسعه را تسریع کند. رهبری قوی امکان انطباق سریعتری به تغییرات را می‌دهد، رهبران قوی همچنین می‌توانند بر مردم تأثیر بگذارند. برنامه عمران سازمان ملل متحد از آماده‌سازی و هدایت برنامه نویسان برای کمک به تشویق توسعه مهارت‌های رهبری از جمله تنظیمات اولویت، ارتباطات و برنامه‌ریزی استراتژیک استفاده می‌کنند.
ج. دانش – برنامه عمران سازمان ملل متحد معتقد است که دانش پایه از ظرفیت است. آن‌ها معتقدند که سرمایه‌گذاری بیتشر باید در ایجاد سیستم‌های آموزش و پرورش قوی و فرصت‌هایی برای یادگیری مداوم و توسعه مهارت‌های حرفه‌ای انجام شوند. آن‌ها از درگیری در اصلاحات تحصیلات بعد از دبیرستان، یادگیری مستمر و خدمات دانش خانگی پشتیبانی می‌کنند.
د. پاسخگویی – اجرای اقدامات پاسخگویی عملکرد بهتر و بهره‌وری را تسهیل می‌کنند. فقدان اقدامات پاسخگویی در نهادها امکان گسترش فساد را می‌دهد. برنامه عمران سازمان ملل متحد ترویج چارچوب پاسخگویی است که موسسات را ارزیابی و نظارت می‌کند. همچنین سازمان‌های مستقل را که بر موسسات نظارت و سرکشی و ارزیابی می‌کنند توسعه می‌دهند. آن‌ها توسعه ظرفیت‌هایی مثل سواد و مهارت‌های زبانی در جوامع مدنی توسعه می‌دهند که از افزایش تعامل در نظارت بر موسسات پشتیبانی می‌کنند.
- ۴. پیاده‌سازی یک پاسخ توسعه ظرفیت

پیاده‌سازی یک برنامه ظرفیت سازی باید شامل تعداد زیادی از سیستم‌های مختلف ملی، نهادی و محلی شود؛ که این باید شامل ارزیابی مستمر و انتظار تغییر با توجه به تغییر شرایط و همچنین شاخص‌های ارزیابی برای اندازه‌گیری برنامه‌های آغاز شده باشد [۷].
- ۵. ارزیابی توسعه ظرفیت

ارزیابی ظرفیت سازی باعث ترویج مسئولیت پذیری و پاسخگویی می‌شود. اندازه‌گیری‌ها بایستی بر اساس تغییرات در عملکرد موسسات باشند. ارزیابی‌ها بایستی براساس تغییرات عملکرد مبتنی بر چهار جنبه باشند: تنظیمات نهادی، رهبری، دانش و پاسخگویی [۷].
برنامه توسعه ملل متحد این سیستم ظرفیت سازی را در پروژه‌ای برای رسیدن به اهداف توسعه هزاره ادغام می‌کند. برنامه توسعه ملل متحد بر ظرفیت سازی در سطح سازمانی تمرکز می‌کند زیرا معتقد است که "موسسات در قلب توسعه انسانی هستند و در این صورت قادر به انجام بهتر، حفظ این عملکرد در طول زمان و مدیریت "شوک" به سیستم هستند، آن‌ها به صورت معنی داری می‌توانند به دستیابی به اهداف ملی توسعه انسانی کمک کنند.

### ظرفیت سازی در دولت‌ها
یکی از ایده‌های اساسی در ارتباط با ظرفیت سازی ایده ظرفیت سازی‌های دولت در کشورهای در حال توسعه است به طوری که آن‌ها قادر به رسیدگی به مشکلات مرتبط با تحولات زیست‌محیطی، اقتصادی و اجتماعی باشند. توسعه ظرفیت دولت چه در سطح محلی، منطقه‌ای یا ملی امکان حکومت بهتر را می‌دهد که می‌تواند منجر به یک توسعه و دموکراسی پایدار شود. برای جلوگیری از استبداد در کشورهای در حال توسعه توانایی‌ها و مهارت‌های دولت‌های محلی و ملی متمرکز شده‌است بنابراین می‌تواند قدرت را در سراسر کشور منتشر کند. ظرفیت سازی دردولت اغلب شامل ارائه ابزاری برای کمک به دولت‌ها برای انجام بهتر مسئولیت هایشان است. این خدمات عبارتند از ایجاد توانایی دولت به بودجه، جمع‌آوری درآمد، ایجاد و پیاده‌سازی قوانین، ترویج مشارکت مدنی، [۸] شفاف بودن و پاسخگو بودن و مبارزه با فساد. در زیر نمونه‌هایی از ظرفیت سازی در دولت‌های کشورهای در حال توسعه آمده است:
- در دهه ۱۹۹۹، برنامه عمران سازمان ملل متحد از ظرفیت سازی دولت در بوسنی هرزگوین حمایت کرد. این برنامه بر تقویت دولت طریق پروش مهارت‌های جدید سازمانی، رهبری و مهارت‌های دولتی در ارقام دولتی، تمرکز داشت؛ که باعث بهبود توانایی‌های فنی دولت برای برقراری ارتباط با جامعه بین‌المللی و جامعه مدنی در داخل کشور شد. [۱۰]
- از سال ۲۰۰۰، سازمان‌های در حال توسعه مانند برنامه توسعه مستقر منطقه‌ای ملی به توسعه دولت‌های محلی در افغانستان از طریق یک رویکرد ظرفیت سازی رسیدند. NABDP جلسات آموزشی را در مناطقی از افغانستان برگزار می‌کند که در آنجا بنیاد دولت‌های محلی وجود دارد. NABDP کارگاه‌هایی را دایر می‌کنند که رهبران جامعه در مورد رسیدگی بهتر به نیازهای محلی جامعه تلاش می‌کنند. با ارائه نهادهای دولتی محلی ضعیف با ظرفیت رسیدگی به مشکلات مربوطه، دولت‌های ضعیف را تقویت کرده و آن‌ها رابه نهادینه شدن نزدیک تر می‌کند. هدف ظرفیت سازان در افغانستان تقویت دولت‌های محلی و فراهم کردن موسسات با آموزش رو به رشد است که این به آن‌ها امکان رسیدگی و حمایت از آنچه جامعه نیاز دارد، را می‌دهد.

رهبران در " حکومت داری، حل تعارض، برابری جنسیتی، برنامه‌ریزی پروژه، پیاده‌سازی، مدیریت، تدارکات مالی، و مدیریت و کاهش بحران، آموزش می‌بینند.
- شهرداری روساریو، باتانگاس، فیلیپین یک مثال محکم مرتبط به این بحث را ارائه کرده‌اند. این دولت شهری طرح امنیتی فراانسانی و محیط زیست آکسیون ان جی بایان روساریو ۲۰۰۱ را به عنوان یک استراتژی اصلی برای بهبود کیفیت زندگی پیاده‌سازی می‌کند – سیستم مبتنی بر اطلاعات (MBN-CBIS) که توسط حکومت فیلیپین تعیین شده‌است. این روش به دولت شهری برای شناسایی اولویت خانواده‌ها و جوامع برای مداخله و همچنین توجیه تخصیص بودجه توسعه اجتماعی خود، کمک کرده‌است. از همه مهمتر ایجاد مراحل معینی برای تشویق مشارکت جامعه در تحلیل موقعیت، برنامه‌ریزی، نظارت و ارزیابی پروژه‌های توسعهٔ اجتماعی از طریق ایجاد ظرفیت مقامات دولت محلی، رهبران بومی و دیگر ذی‌نفعان برای همگرا شدن این نگرانی‌ها در مدیریت، است.

### ظرفیت سازی جامعه محلی در عمل
روش ظرفیت سازی جامعه در بسیاری از سطوح، از جمله سطوح محلی، منطقه ای، ملی و بین‌المللی به کار می‌رود. ظرفیت سازی می‌تواند برای تشخیص و توانمندسازی حکومت‌ها یا افراد به کار برود. سرمایه‌گذار‌های بین‌المللی مثل آژانس توسعه بین‌المللی ایالات متحده، اغلب شامل ظرفیت سازی به عنوان یک نوع کمک به توسعهٔ دولت یا سازمان‌های غیردولتی مشغول به کار در مناطق در حال توسعه است. به لحاظ تاریخی این به این سبب است که یک پیمانکار ایالات متحده یک سازمان غیردولتی در کشور را شناسایی کرده و از سیستم‌های اقتصادی، M&E و نظام‌های فنی در جهت اهداف مداخلهٔ USAID اش پشتیبانی می‌کند. ظرفیت NGO به عنوان یک زیرمجری سرمایه‌گذار توسعه یافته‌است. ابا این حال بسیاری از سازمان‌های غیردولتی(NGO) در یک نوع از ظرفیت سازی شرکت می‌کنند که در جهت افراد و ساخت ظرفیت محلی هدف گیری شده‌است. در گزارش اخیر ارائه شده توسط UNAIDS (برنامه ایدز سازمان ملل و صندوق جهانی)، بررسی TA برای CSO سرمایه‌گذاری شده از طریق سرمایه جهانی سازمان‌های غیردولتی منحصربه‌فرد، نیازها و اولویت‌های خود را ورودی‌های توسعه ظرفیت گسترده‌تر توسط سرمایه‌گذاران و دولت‌ها اعلام کردند. برای افراد و سازمان‌های غیردولتی در کشور، ظرفیت سازی ممکن است به توسعهٔ رهبری، مهارت‌های حمایت، توانایی‌های صحبت کردن/ آموزش، مهارت‌های فنی، مهارت‌های سازماندهی، و دیگر مناطق از توسعهٔ شخصی و حرفه‌ای مربوط شود. یکی از سخت‌ترین مشکلات در رابطه با ظرفیت سازی در سطح محلی کمبود امکانات آموزش عالی در کشورهای در حال توسعه است [۱۲]. بین ۵–۲ درصد از آفریقایی‌ها در مدارس درجه سه درس می‌خوانند [۱۳]. یک مشکل دیگر تخلیه مداوم مغز است که در کشورهای در حال توسعه رخ می‌دهد. اکثر اوقات، در افراد جوان که مهارت‌های و ظرفیت هایشان را رشد می‌دهند باعث می‌شود که برای توسعه پایدار ریشه‌های محلی خود را ترک کنند. دامتو تفرا از مرکز کالج بوستون برای مراکز آموزش عالی در آفریقا بیان می‌کند که ظرفیت سازان محلی اکنون بیش از هر زمان مورد نیازند و افزایش منابع باید برای برنامه‌هایی که بر توسعهٔ نظریات و مهارت‌های محلی تمرکز می‌کنند، فراهم شوند. بخش توسعه، به ویژه در کشورهای جنوب صحرای آفریقا ده‌ها سال است که " مشاوران فنی بین‌المللی " با ادارات حکومتی و سازمان‌های غیر حکومتی ملی کار کرده و آن‌ها را راهنمایی می‌کنند. در ارائه خدمات سلامت، اعم از مراقبت از مادر یا HIV، سازمان‌های جامعه آغاز شده‌اند و اکثر اوقات از به واسطهٔ رشد قدرت کارمندانشان و تعهد خود به رهبران ملی و حتی منطقه ای، رشد کرده‌اند. در حالی که آموزش عالی هنوز یک تقاضای در حال خدمت است، منابع قابل توجه از کارکنان با تجربه وجود دارد. نوآوری‌های سرمایه‌گذارهای جدید تر، از جمله سیستم‌های جامعه تقویت جهانی و کمک‌های فنیِ US PEPFAR به نو آوری شرکای جدید شروع به بررسی نیازهای ظرفیت سازمانی و مهارت‌های قوی تر برای شناخته شدن به عنوان قسمتی از پاسخگویی ملی به نیازهای بهداشتی در یک کشور کرد. برای تکمیل چرخهٔ توسعهٔ ظرفیت، صندوق جهانی و تسهیلات پشتیبانی فنی UNAIDS و تیم‌های TA برای CSO بودجه شده توسط همکاران نوآور جدید از طریق ساکنان و اتباع همان کشورهای در حال توسعه سرمایه‌گذاری شدند.
در ذیل چند نمونه از سازمان‌های غیردولتی و برنامه‌هایی که از اصطلاح "ظرفیت سازی: برای فعالیت‌های خود در مقیاس محلی استفاده می‌کنند آمده است: [۱۳].
مرکز توانمندسازی اجتماع CCEM – یک سازمان غیردولتی است که در ویتنام است و هدفش " آموزش به مربیان مشغول به کار در بخش توسعه ویتنام است. این سازمان معتقد است که پایداری پروژه وابسته به سطح مشارکت ذی‌نفعان پروژه است به طوری که آن‌ها به آموزش سهامداران در مهارت‌های مورد نیاز در پروژه و تشویق فعالیت‌های سایر ذینفعان بپردازند.[۱۴] سازمان از طریق فراهم سازی واحدهای آموزشی هفتگی برای افراد محلی در مسائلی مثل: مدیریت پروژه، نوشتن گزارش، ارتباطات، جمع‌آوری پول، بسیج منابع، تجزیه و تحلیل، و برنامه‌ریزی عمل می‌کنند [۱۵]. این سازمان پروژه‌های فیزیکی ایجاد نمی‌کند بلکه ظرفیت ذی‌نفعان پروژه را برای ابداع، برنامه‌ریزی و تحلیل و توسعهٔ پروژه‌ها خود به خود توسعه می‌دهد.
کشتی‌های رحمت (Mercy Ships) – سازمان غیردولتی بهداشت و درمان مسیحی، نمونهٔ دیگری از سازمان‌های غیردولتی مشارکت‌کننده در محلی سازی " ظرفیت سازی " را ارائه می‌کند. در حالی که CECEM انرژی خود را وقف آموزش افراد برای مدیران بهتر پروژه و شرکت کنندگان بهتر می‌کند، کشتی‌های رحمت یک شکل از ظرفیت سازی است که بر ظرفیت‌های از قبل موجود از افراد معین تمرکز می‌کند و ظرفیت را در آن‌ها ایجاد می‌کند [۱۷]. برای مثال، کشتی‌های رحمت بری آموزش پزشکان و پرستاران در مورد روش‌ها و فناوری‌های جدید تمرکز می‌کنند. آن‌ها همچنین بر ایجاد مهارت‌های رهبری از طریق کارگاه‌های آموزشی برای معلمان، کشیشان و دیگر رهبران جامعه تمرکز می‌کنند. رهبران سپس در حوزه‌های دیگری از جمله مراقبتهای مناسب و ساخت و ساز چاه آب‌های بهداشتی آموزش داده می‌شوند.
مثال اول ظرفیت سازی را به عنوان ابزاری برای ارائه مهارت‌های موردنیاز به افراد برای کار مؤثر در جامعهٔ مدنی تلقی می‌شود. در مورد کشتی‌های رحمت، ظرفیت سازی در حال ارائه ظرفیت به افراد است تا در فعالیت‌های تعریف شده ای از جمله مراقبت بهداشت و درمان ذی‌نفع و شرکت‌کننده باشند.

### در سازمان‌های غیردولتی
توسعهٔ اجتماعی درکشورهای فقیرتر اغلب منوط به بهره‌وری از سازمان‌های مشغول به کار در آن کشور است. ظرفیت سازی سازمانی بر توسعهٔ ظرفیت‌های سازمان به ویژه سازمان‌های غیردولتی تمرکز می‌کند، به طوری که آن‌ها برای انجام مأموریت‌هایی که باید انجام دهند تجهیز می‌شوند. شکست توسعه اغلب می‌تواند به عدم ناتوانی سازمان برای ارئه خدمات و تعهد آن بر حفظ قولش ترسیم شود. ظرفیت سازی در سازمان‌های غیردولتی اغلب شامل، ایجاد مهارت‌ها و توانایی‌هایی مانند تصمیم‌گیری، تدوین سیاست، ارزیابی و یادگیری شود؛ که برای اعطا کنندگان در شمال جهانی، ظرفیت سازی برای سرمایه‌گذاری خود سازمان‌های غیردولتی غیرمعمول نیست. برای سازمان‌ها ظرفیت سازی ممکن است تقریباً به هر جنبه از کارشان مرتبط باشد: بهبود حکومت، رهبری، مأموریت و استراتژی، دولت (شامل منابع انسانی، مدیریت مالی و امور حقوقی)، توسعهٔ برنامه و پیاده‌سازی، ارتقای سرمایه و گسترش درآمد، تنوع، مشارکت و همکاری، ارزیابی، حمایت و تغییر سیاست، بازاریابی، موقعیت، برنامه‌ریزی. ظرفیت سازی در سازمان‌های غیردولتی یک روش برای تقویت سازمان است تا بتواند مأموریت مشخصی را که قرار است انجام دهد اجرا کرده و بنابراین بتواند پابرجا بماند. همچنین یک فرایند در حال پیشرفت است که سازمان‌های را برای بازتاب پیوسته بر کارشان، سازمان و هدایت برمی‌انگیزد و تضمین می‌کند که آن‌ها در حال تکمیل فعالیت‌هایی هستند که قرار است به انجام برسانند. [۱۹] آلن کاپلن، یک وکیل توسعهٔ بین‌المللی، ادعا می‌کند که توسعهٔ ظرفیت سازمان‌ها شامل ساخت دارایی‌های ملموس و ناملموس سازمان است. او بیان می‌کند که برای اینکه یک سازمان غیردولتی به صورت کارآمد و مؤثر در توسعهٔ کشور کار کند باید اول بر توسعهٔ سازمانهایشان تمرکز کنند. کاپلن بیان می‌کند که ظرفیت سازی در سازمان‌ها باید ابتدا بر ویژگی‌های ناملموسی از جمله موارد ذیل تمرکز کند : [۴]
- چارچوب مفهومی – یک درک سازمانی از جهان، " این یک قاب منسجم مرجع است، یک مجموعه از روش‌هایی که به سازمان امکن می‌دهد تا دنیای اطرافش را در کند، تا موقعیت خود را در جهان تعیین کند و تصمیم‌های مرتبط با آن را بگیرد [۴].
- نگرش سازمانی – این نگرش بر بازدید از سازمان خود تمرکز می‌کند. کاپلن ادعا می‌کند کیک سازمان باید خود را نه به عنوان طعمه ای ناچیز از دنیا بلکه باید به عنوان یک بازیگر فعال ببیند که توانایی ایجاد تغییر و پیشرفت را دارد.
- چشم‌انداز و استراتژی – این روش به درک سازمانی از چشم‌انداز و مأموریت و اینکه چه چیز به انجام می‌رسد اشاره دارد و اهداف سازمان را برای دنبال کردن انجام آن برنامه‌ریزی می‌کند.
- ساختار سازمانی – یک روش واضح از عملیاتی که در آن جریان ارتباطات منع نمی‌شود هر بازیگر نقش و مسئولیت خود را میداند.[۴]

اگرچه او ادعا کرد که ویژگی‌های ناملموس از اهمیت زیادی برخوردار هستند – کاپلن می‌گوید که ویژگی‌های ملموس از جمله، مهارت‌ها، آموزش و منابع مادی نیز الزامی هستند.
یک جنبهٔ دیگر از ظرفیت سازی سازمانی ظرفیت یک سازمان برای ارزیابی مجدد، امتحان دوباره و تغییر با توجه به آنچه که بیشتر مورد نیاز و مؤثرتر است، می‌باشد.

## ارزیابی ظرفیت سازی جامعه
از زمان ظهور ظرفیت سازی اجتماعی به عنوان یک موضوع غالب در کمک‌های بین‌المللی، اهداکنندگان و وکلا برای تعیین یک مکانیزم مختصر برای تعیین اثر طرح‌های ظرفیت سازی تلاش کرده‌اند. در سال ۲۰۰۷، دیوید واتسون، یک معیار مشخص توسعه یافته برای ارزیابی مؤثر و نظارت ظرفیت سازی ارائه کرد. واتسون شکایت کرد از اینکه روش سنتی از نظارت سازمان‌های غیردولتی براساس یک چارچوب خطی مبتنی بر نتایج استوار است و به انداز هٔ کافی برای ظرفیت سازی کافی نیست. او بیان می‌کند که ارزیابی ظرفیت سازی سازمان‌های غیردولتی باید براساس ترکیبی از نظرات و نتایج حاصل از فعالیت‌های خود باشد و همچنین یک روش انعطاف‌پذیرتر از نظارت که همچنین توجه، خود اصلاحی و تعاون را بپذیرد. واتسون ۱۸ مورد مطالعات از ارزیابی‌های ظرفیت سازی را مشاهده کرده و مطالب معینی را نتیجه گرفته‌است[۲۰]:
- نظارت بر وضوح سازمان از مأموریت – که این ارزیابی اهداف یک سازمان و اینکه چگونه به خوبی اهداف در سراسر سازمان قابل درک هستند.
- نظارت بر رهبری سازمان – این شامل ارزیابی قدرت رهبری سازمان است – که چگونه رهبری آزمایش، درون اندیشی، تغییر در ساختارهای تیمی و روش‌ها را برمی‌انگیزد.[۲۰]
- نظارت بر یادگیری سازمان – این شامل ارزیابی هر چند وقت یکبار سازمان در مشارکت در خود اندیشی مؤثر و خود ارزیابی است. همچنین شامل چگونگی یادگیری سازمان از طریق " تجربه " و چگونگی رواج ایده یادگیری از تجربه است.
- نظارت بر تأکید سازمان بر روی توسعه شغلی – این شامل ارزیابی تشویق شدن سازمان به یادگیری مستمر، به خصوص از طریق روش‌ها است.
- نظارت بر فرایندهای نظارت سازمان ۰ این شامل چگونگی ارزیابی نظارت بر خود است. بررسی می‌کند که آیا یک سازمان رشد از طریق یادگیری از اشتباهات را تشویق می‌کند یا خیر.

در سال ۲۰۰۷، USAID یک گزارش در مورد روش نظارت و ارزیابی ظرفیت سازی منتشر کرد. بر طبق گزارش، USAID بر این موارد نظارت می‌کند: اهداف برنامه، ارتباط بین پروژه‌ها و فعالیت‌های یک سازمان و اهدافش، یک برنامه یا شاخص‌های قابل اندازه‌گیری سازمانی، جمع‌آوری داده، و گزارش‌ها جریان. USAID ارزیابی می‌کند که: چرا اهداف به دست آمدند، یا اینکه چرا به دست نیامدند، مشارکت‌های کلی از پروژه‌ها را ارزیابی می‌کند، نتایج شایسته را بررسی می‌کند که اندازه گیریشان سخت‌تر است.، به نتایج غیر هدف و پیامدها نگاهی می‌اندازد، بر گزارش‌ها و درس‌های آموخته شده نگاهی می‌اندازد. USAID از دو نوع از " شاخص هاً برای جریان استفاده می‌کند. " شاخص‌های خروجی " و " شاخص‌های نتیجه ". شاخص‌های خروجی تغییرات ناگهانی یا نتایجی از جمله تعداد افراد آموزش دیده را اندازه‌گیری می‌کنند. شاخص‌های نتیجهٔ اندازه‌گیر تأثیر مانند قوانی تغییر با توجه به طرفداران آموزش دیده است.

## مشخصات
ظرفیت سازی اجتماعی بسیار مهم تر از آموزش است و شامل موارد زیر می‌باشد:
- توسعهٔ منابع انسانی، فرایندی از تجهیزسازی افراد با درک، مهارت‌ها و دسترسی به اطلاعات، دانش و آموزشی که آنها را قادر می‌سازد تا به صورت مؤثر عمل کنند.
- توسعهٔ سازمانی، پیچیدگی ساختارهای مدیریتی، فرایندها و رویه‌ها، نه تنها در سازمانها بلکه در مدیریت روابط بین سازمانهای مختلف و بخش‌ها نیز وجود دارند (عمومی، خصوصی و جامعه).
- نهادی و توسعه چارچوب قانوی، ایجاد تغییرات منظم و قانونی و نظارتی برای فعال ساختن سازمانها، موسسات و آژانس‌ها در تمام سطوح و در همهٔ بخش‌ها به منظور افزایش ظرفیت هایشان (با بررسی: شبکهٔ ظرفیت سازی شهری).

همچنین به بعضی کارهای از طریق اجتماع اقتصادهای تأسیساتی جدید به طور برجسته به وسیلهٔ برندهٔ جایزه ی نوبل ۱۹۹۴ دوگلاس نورث مربوط می‌شود. این برای پخش پیش نیازهای تأسیساتی و سازمانی ضروری برای جریان اجتماعی و اقتصادی تلاش می‌کند (مقالهٔ نورث والیس و وینگاست را ببینید) که با فروتنی یک چارچوب مفهومی برای تفسیر تاریخ بشر ثبت شده، NBER مقالهٔ کاری ۱۲۷۷۹۵ نامیده است (www.nber.org/paper/w12795)
ظرفیت سازی اجتماعی به عنوان " فرایندی از توسعه و تحکیم مهارت‌ها، غرایز، توانایی‌ها، پردازش‌ها و منابعی که سازمان‌ها و اجتماعات برای باقی‌ماندن، سازگاری و پیشرفته در دنیای به سرعت متغیر تعریف می‌شود. (آن فیلبین، ظرفیت سازی در فوندانسیون عبوری سازمان‌های دادگستری، ۱۹۹۶)
ظرفیت سازی اجتماعی عناصری است حالت روانی، انعطاف‌پذیری و قابلیت یک برنامه/ سازمان برای سازگاری با نیازهای متغیر جمعیتی که به آن خدمت می‌کند، می‌دهد.
توسعهٔ سازمانی به صورت " ظرفیت سازی اقتصادی " مورد توجه قرار گرفته‌است زیرا ظرفیت از هر اجتماعی توسعه یافته یا در حال توسعه ای را برای ارتقای تجارت، اشتغال، توسعهٔ اقتصادی و کیفیت زندگی، افزایش می‌دهد. همچنین حقیقیت دارد که هر کجا که ظرفیت سازمانی محدود شود توسعهٔ سازمانی احتمالاً محدود می‌شود. در حال حاضر سازمان ایالات متحده به صورت "د" با بدتر به وسیلهٔ جامعهٔ آمریکایی از مهندسان شهری (ASCE) رتبه‌بندی می‌شود. این ممکن است یک شکاف باشد که ظرفیت سازمانی آمریکا محدود شده و بر کیفیت جوانب زندگی در آینده تأثیر می‌گذارد.

## ظرفیت سازی و مدیریت فرصت
مدیریت فرصت ممکن است به صورت " فرایندی برای شناسایی تجارت و فرصت‌های توسعهٔ اجتماعی تعریف شده که می‌توانند برای پایداری یا ارتقای اقتصاد محلی پیاده‌سازی شوند [۲۲]. در هنگام راه اندازی ابتکارات ظرفیت سازی، مدیریت فرصت ممکن است به هدف‌گیری منابع کمک کند. فرایند مدیریت فرصت ابتدا به شناسایی فرصت برای ارتقا کمک می‌کند – یک چالش که از طریق نوآوری ظرفیت سازی بررسی می‌شود. همچنین، بحران توسعه یافته و برای ارزیابی تأثیر و تغییرات نوآوری‌های ظرفیت سازی پیشنهاد شده، به کار می‌رود و یک گزینه برای راه اندازی مرحله را انتخاب می‌کند. در حین را اندازی مرحلهٔ ظرفیت سازی ابتکاری، رهبران تخصیص می‌یابند، پاسخگویی حاصل می‌شود، برنامه‌های فرمان توسعه می‌یابند و مدیریت پروژه ممکن است بکار برود. زمانی که مرحلهٔ راه اندازی به پایان می‌رسد، نظارت ثابت از نوآوری ظرفیت سازی باید یکی از تصمیمات ذیل را بگیرد:
- پیشرفته
- دوباره کاری
- یا کشتن نوآوری

اگر در مرحلهٔ نظارت تعیین کرد که نوآوری با اهداف مشخص شده در معیار ارزیابی و اولویت بندی مرحله، روبه رو نمی‌شود، آنگاه نوآوری نیز نیاز به کار مجدد دارد – اکثر اوقات نیاز به منابع اضافه یا کشتن – به معنای انتهای نوآوری است. دنبال کردن خطوط راهنمای مدیریت فرصت، اکثر اوقات برای به انتهای رساندن یا کار مجدد یک نوآوری قبل از اینکه منابع زیادی در یک روشی که هنوز برای کار اثبات نشده‌است اتلاف شوند، مؤثر است.